# Школа музики Маннеса
Школа музики Маннеса (англ. Mannes School of Music) — консерваторія Коледжу виконавських мистецтв університету Нова школа у районі Верхній Вест-Сайд, Мангеттен, Нью-Йорк.

## Історія
Заснована 1916 року скрипалем Девідом Маннесом, концертмейстером Нью-Йоркського симфонічного оркестру.
У 1960 році Школа музики Маннеса об'єдналася з музичною школою Четам Сквер. 
1989 року Школа музики Маннеса увійшов до складу нью-йоркського університету Нова школа, в зв'язку з чим 2005 року змінив назву на Маннес-коледж. У 2015 році університет перейменував Маннес-коледж у Школу музики Маннеса.

## Відомі викладачі
- Джордж Селл (диригент)
- Джордже Енеску (композитор)
- Богуслав Мартіну (композитор)
- Себастьян Енгельберг (співак)

## Відомі випускники
- Чон Мен Хун (піаніст)
- Ілля Казанцев (піаніст)
- Річард Гуд (піаніст)
- Мюррей Перайя (піаніст)
- Юджин Істомін (піаніст)
- Джером Роуз (піаніст)
- Лоуренс Лейтон Сміт (піаніст та диригент)
- Білл Еванс (джазовий піаніст)
- Фредеріка фон Штаде (співачка)
- Квітка Цісик (співачка)